# Субчетате (Хунедоара)
Субчетате (рум. Subcetate) — село у повіті Хунедоара в Румунії. Входить до складу комуни Синтемерія-Орля.
Село розташоване на відстані 275 км на північний захід від Бухареста, 31 км на південь від Деви, 138 км на південь від Клуж-Напоки, 138 км на схід від Тімішоари.

## Населення
За даними перепису населення 2002 року у селі проживали 574 особи. Рідною мовою 572 особи (99,7%) назвали румунську.
Національний склад населення села:
| Національність | Кількість осіб | Відсоток |
| -------------- | -------------- | -------- |
| румуни         | 567            | 98,8%    |
| цигани         | 5              | 0,9%     |